# Dossenheim-sur-Zinsel
Dossenheim-sur-Zinsel là một xã thuộc tỉnh Bas-Rhin trong vùng Grand Est đông bắc Pháp.